# Andrey Soto
Andrey Josué Soto Ruiz (Quesada, Alajuela, Costa Rica  8 de abril de 2003) es un futbolista costarricense que juega como extremo izquierdo en la A. D. San Carlos de la Primera División de Costa Rica.

## Trayectoria

### A.D San Carlos
Debutó en su carrera profesional el 2 de agosto de 2018, con un récord histórico en la Primera División de Costa Rica en ese momento, ya que debutó a los 15 años de edad, siendo el segundo jugador más joven en debutar en la Primera División de Costa Rica en ese entonces, lo hizo enfrentándose ante el Guadalupe F.C, entrando al terreno de juego al minuto 70 y jugando 20 minutos con la victoria en el marcador 2-3.

### C. S. Herediano
El 25 de mayo de 2024, se oficializó su fichaje al C. S. Herediano en condición de préstamo por un año y con opción a compra. El 7 de julio de 2024, debutó en la Supercopa de Costa Rica 2024, contra el Deportivo Saprissa, disputó 56 minutos en el empate 1-1, y la victoria por penales en 4-5, consiguiendo su primer título nacional.

## Selección nacional

### Categorías inferiores
Disputó con la selección sub-17 de Costa Rica el Campeonato Sub-17 de la Concacaf de 2019, bajo dirección del técnico argentino Cristian Salomón. En la primera fase, Andrey disputó los partidos contra Panamá empatando el partido 2-2, y obteniendo la victoria ante Curazao. el siguiente partido fue contra Surinam, por lo que vio en el banco de suplencia la victoria de Costa Rica en el marcador 0-6, Costa Rica avanzaba a octavos de final. En la etapa de octavos de final, Andrey se enfrentaba ante la Nicaragua, entró al terreno de juego al minuto 55, al finalizar el partido, Costa Rica derrotaba ante Nicaragua en el marcador 2-1, logrando clasificar a cuartos de final. En la etapa de cuartos de final, se enfrentaban ante Canadá, Andrey entró al terreno de juego en la parte completantaria del partido, el marcador se encontraba 1-1, por lo que ambas selecciones tuvieron que ir tiempos extras, y sin poder defenir el marcador, el partido se debió definir en tanda de penales, Costa Rica cayó derrotada en tanda de penales con el marcador 3-4.
Fue convocado por el director técnico Vladimir Quesada, para disputar el Torneo Uncaf Sub-19 con sede en Belice. Andrey disputó los tres partidos de la primera fase, empatando sin anotaciones ante Panamá, empatando en el marcador 1-1 ante Guatemala, y logrando ganar con el marcador superior ante Puerto Rico, ofreciendo su tercer gol al minuto 74, para después finalizar con victoria 4-1. Costa Rica clasificaba a la final contra la selección de El Salvador. Andrey Soto disputó la final contra El Salvador convirtiéndose en una pieza clave de su selección, en un partido muy complejo, Andey anotó al minuto 61 quedando el marcador 3-4 perdiendo ante El Salvador, con el gol de Josimar Alcócer al minuto 81, Costa Rica empataba el encuentro 4-4, al minuto 90, Andrey realizaba el gol más esperanzado ya que con su última anotación, la selección de Costa Rica se coronoba campeón del Torneo Uncaf Sub-19 con el marcador 5-4.
Fue convocado por el técnico Vladimir Quesada para el Campeonato Sub-20 de la Concacaf de 2022. Soto debutó en el torneo ante Jamaica, al minuto 58, Andrey dio un pase a su compañero Doryan Rodríguez, abriendo el marcador 1-0, finalizado el partido el encuentro terminó 1-1, dos días después se enfrentó ante Antigua y Barbuda, entrando al terreno de juego en el segundo tiempo, logrando vencer en el marcador 0-3, de esta manera Costa Rica avanzaba a octavos de final, en su último partido de la fase de grupos, Andrey estuvo en la alineación titular contra Honduras, siendo sustituido al minuto 71, finalizado el partido, Costa Rica caía derrota ante Honduras con el marcador 0-1, siendo su primera derrota en la fase de grupos, quedando en la posición 2° con 4 puntos en primera fase. En octavos de final, Costa Rica se enfrentó a la selección de Trinidad y Tobago, Andrey hizo una participación de 51 minutos del partido, Costa Rica se imponía victoria en el marcador 4-1, logrando ser la primera selección en clasificar a cuartos de final. En cuartos de final se enfrentó ante el vigente campeón de la competición, la selección de los Estados Unidos, Andrey disputó todo el partido siendo en su primera ocasión jugando los 90 minutos y con derrotada en el marcador 2-0, Estados Unidos eliminó a Costa Rica del Campeonato Sub-20 de la Concacaf de 2022 en cuartos de final, sin poder clasificar a la Copa Mundial de Fútbol Sub-20 de 2023.

### Participaciones internacionales
| Evento                                   | Sede           | Resultado        | Partidos | Goles |
| ---------------------------------------- | -------------- | ---------------- | -------- | ----- |
| Campeonato Sub-17 de la Concacaf de 2019 | Estados Unidos | Cuartos de final | 4        | 0     |
| Torneo Uncaf Sub-19                      | Belice         | Campeón          | 4        | 3     |
| Campeonato Sub-20 de la Concacaf de 2022 | Honduras       | Cuartos de final | 5        | 0     |

## Estadísticas
Actualizado al último partido jugado el 30 de enero de 2025.
| Club                          | Div.          | Temporada     | Liga  | Liga  | Liga   | Copas nacionales | Copas nacionales | Copas nacionales | Copas internacionales | Copas internacionales | Copas internacionales | Total | Total | Total  |
| Club                          | Div.          | Temporada     | Part. | Goles | Asist. | Part.            | Goles            | Asist.           | Part.                 | Goles                 | Asist.                | Part. | Goles | Asist. |
| ----------------------------- | ------------- | ------------- | ----- | ----- | ------ | ---------------- | ---------------- | ---------------- | --------------------- | --------------------- | --------------------- | ----- | ----- | ------ |
| A. D. San Carlos · Costa Rica |               |               |       |       |        |                  |                  |                  |                       |                       |                       |       |       |        |
| 1.ª                           | 2018-19       | 1             | 0     | 0     | —      | —                | —                | —                | —                     | —                     | 1                     | 0     | 0     |        |
| 1.ª                           | 2019-20       | 5             | 0     | 0     | —      | —                | —                | —                | —                     | —                     | 5                     | 0     | 0     |        |
| 1.ª                           | 2020-21       | 11            | 0     | 0     | —      | —                | —                | —                | —                     | —                     | 11                    | 0     | 0     |        |
| 1.ª                           | 2021-22       | 18            | 3     | 0     | —      | —                | —                | —                | —                     | —                     | 18                    | 3     | 0     |        |
| 1.ª                           | 2022-23       | 5             | 0     | 0     | —      | —                | —                | —                | —                     | —                     | 5                     | 0     | 0     |        |
| 1.ª                           | 2023-24       | 43            | 2     | 5     | 3      | 0                | 0                | —                | —                     | —                     | 46                    | 2     | 5     |        |
| Total club                    | Total club    | 83            | 5     | 5     | 3      | 0                | 0                | 0                | 0                     | 0                     | 86                    | 5     | 5     |        |
| C. S. Herediano · Costa Rica  |               |               |       |       |        |                  |                  |                  |                       |                       |                       |       |       |        |
| 1.ª                           | 2024-25       | 8             | 0     | 0     | 1      | 0                | 0                | 2                | 0                     | 0                     | 11                    | 0     | 0     |        |
| Total club                    | Total club    | 8             | 0     | 0     | 1      | 0                | 0                | 2                | 0                     | 0                     | 11                    | 0     | 0     |        |
| A. D. San Carlos · Costa Rica |               |               |       |       |        |                  |                  |                  |                       |                       |                       |       |       |        |
| 1.ª                           | 2024-25       | 0             | 0     | 0     | —      | —                | —                | —                | —                     | —                     | 0                     | 0     | 0     |        |
| Total club                    | Total club    | 0             | 0     | 0     | 0      | 0                | 0                | 0                | 0                     | 0                     | 0                     | 0     | 0     |        |
| Total carrera                 | Total carrera | Total carrera | 91    | 5     | 5      | 4                | 0                | 0                | 2                     | 0                     | 0                     | 97    | 5     | 5      |
| 1. 2. Fuente:Transfermarkt    |               |               |       |       |        |                  |                  |                  |                       |                       |                       |       |       |        |

## Palmarés

### Títulos nacionales
| Título                         | Club            | País       | Año  |
| ------------------------------ | --------------- | ---------- | ---- |
| Supercopa de Costa Rica        | C. S. Herediano | Costa Rica | 2024 |
| Primera División de Costa Rica | C. S. Herediano | Costa Rica | 2024 |